# Бонвалин
Бонвали́н (фр. Bonnesvalyn) — коммуна во Франции, находится в регионе Пикардия. Департамент коммуны — Эна. Входит в состав кантона Виллер-Котре. Округ коммуны — Шато-Тьерри.
Код INSEE коммуны — 02099.

## Население
Население коммуны на 2010 год составляло 242 человека.
| 1962 | 1968 | 1975 | 1982 | 1990 | 1999 | 2010 |
| ---- | ---- | ---- | ---- | ---- | ---- | ---- |
| 189  | 148  | 142  | 139  | 203  | 199  | 242  |

## Экономика
В 2010 году среди 152 человек трудоспособного возраста (15—64 лет) 131 были экономически активными, 21 — неактивными (показатель активности — 86,2 %, в 1999 году было 69,8 %). Из 131 активных жителей работали 122 человека (70 мужчин и 52 женщины), безработных было 9 (4 мужчины и 5 женщин). Среди 21 неактивных 7 человек были учениками или студентами, 6 — пенсионерами, 8 были неактивными по другим причинам.